# Sablé normand
Pour les articles homonymes, voir Sablé.
Le sablé normand est un biscuit friable pur beurre fabriqué en Normandie.

## Historique et description
En 1828, parmi des desserts goûtés par Masson de Saint-Amand lors de son voyage en Normandie, figurait le « gâteau sablé d'Alençon ». Masson explique qu'il s'agit d'une « espèce de pâtisserie assez recherchée, et qui s'émiette comme du sable quand on la mange. Elle se compose d'un tiers de beurre, un tiers de farine, un tiers de sucre ».
Vers 1870, Littré inclut le mot « sablé » dans son dictionnaire, où il le définit comme « nom d'une sorte de gâteau en Normandie ».